# 황서 (후한)
황서(黃敘, ? ~ ?)는 후한 말의 인물로, 형주(荊州) 남양군(南陽郡) 사람이다. 후한의 무장 황충(黃忠)의 아들이다.

## 생애
건안(建安) 25년(220), 황충이 죽어 시호를 강후(剛侯)라 하였는데, 아들 황서가 일찍 죽었기 때문에 후사가 없었다.

## 가계

### 관련 인물
- 황충